# Vallesaccarda
Vallesaccarda község (comune) Olaszország Campania régiójában, Avellino megyében.

## Fekvése
A megye keleti részén fekszik. Határai: Anzano di Puglia, San Sossio Baronia, Scampitella és Trevico.

## Története
Területét már az ókorban lakták, közigazgatásilag pedig a szomszédos Trivicum városhoz tartozott. A település 1958-ig Trevico része volt.

## Népessége
A népesség számának alakulása:

## Főbb látnivalói
- egy római taverna romjai
- a San Giuseppe-templom